# 북상 (드라마)
《북상》(北上)은 2025년 방송되었던 중국의 텔레비전 드라마이다.

## 등장 인물
- 바이루 - 샤펑화 역
- 어우하오 - 셰왕허 역
- 자이쯔루 - 사오싱츠 역
- 가오즈팅 (高至𩃀) - 저우하이쿼 역
- 리완다 (李宛妲, 반다 마그라프) - 마쓰이 역